# Velika Vremščica
Velika Vremščica (také Gora Sv. Urbana, 1027 m n. m.) je hora v krasovém pohoří Kras v jihozápadní části Slovinska. Nachází se na území občiny Divača v masivu Vremščica asi 3,9 km jihovýchodně od vesnice Snožeče. Na jihovýchodním úbočí hory se nachází kaple sv. Urbana. Jedná se o nejvyšší vrchol masivu Vremščica a přímořské části pohoří Kras.
Nejsnáze lze na vrchol vystoupit po značené turistické trase z vesnice Senožeče.